# 佐敦·拿臣
卡尔·亨里克·佐敦·拿臣（瑞典語：Carl Henrik Jordan Larsson；1997年6月20日—），瑞典足球運動員，司職前鋒，現效力於丹麥足球超級聯賽球隊哥本哈根。瑞典國家足球隊成員。

## 生平
他是瑞典名宿軒歷·拿臣的兒子，佐敦是以美國著名籃球運動員米高·佐敦命名。佐敦·拿臣是巴塞隆拿青訓出身。2012年，他在瑞典第四級聯賽侯嘉堡格開始了職業生涯。兩年後，轉會到瑞典超級聯賽球隊希爾星堡。2014年11月，軒歷·拿臣接任希爾星堡領隊，組成父子檔。佐敦·拿臣曾代表瑞典21歲以下國家足球隊上陣，2016年里約奧運會時，佐敦·拿臣曾獲選入瑞典奧運隊，但被他的父親拒絕。2016年瑞典超級足球聯賽，軒歷·拿臣執教的希爾星堡只取得第14位，並在附加賽護級失敗，不滿拿臣父子的球迷，闖進球場強行脫去佐敦·拿臣的球衣。2017年1月，佐敦·拿臣轉投荷蘭甲組聯賽球隊NEC奈梅亨。 2016–17年荷甲，奈梅亨降班荷乙。